# Анна Австрийская (1318—1343)
Анна Австрийская (1318, Вена — 1343, Вена) — младшая дочь короля Германии Фридриха III и Изабеллы Арагонской. В замужестве — герцогиня Нижней Баварии.

## Жизнь
Для Анны Австрийской было важно выйти замуж, так как её старшие брат и сестра, Фридрих и Елизавета, умерли бездетными. Она изначально была обручена с Казимиром III Великим, сыном Владислава I Локетека и Ядвиги Болеславовны, однако браку не суждено было состояться из-за поражения её отца в битве при Мюльдорфе.
Между 1326 и 1328 годами Анна вышла замуж за Генриха XV, герцога Баварского. Брак был недолгим, Генрих умер в 1333 году, и у супругов не было детей. Позже она вышла замуж за Иоганна Генриха, графа Горицкого. Этот брак был также бездетным, и Анна снова овдовела в 1338 году.
Несмотря на молодость, Анна не вышла замуж в третий раз. Она жила в монастыре, где и умерла в 1343 году, пережив родителей — они оба умерли в 1330 году. К моменту своей смерти отца Анны свергли с престола Германии, а его преемником стал его соперник, Людовик IV, император Священной Римской империи.